# St. Nikolaus (Niklasreuth)

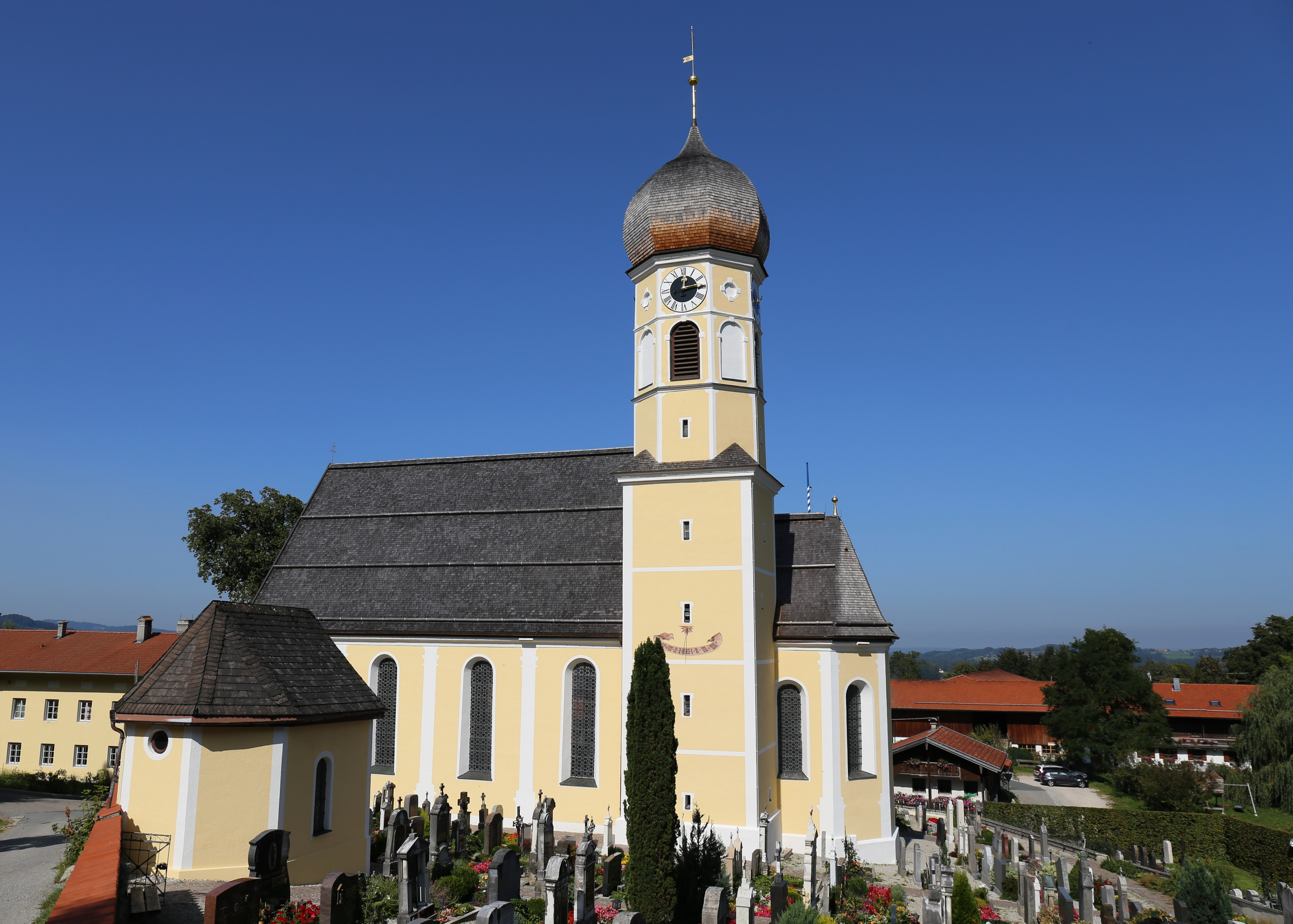
St. Nikolaus in Niklasreuth

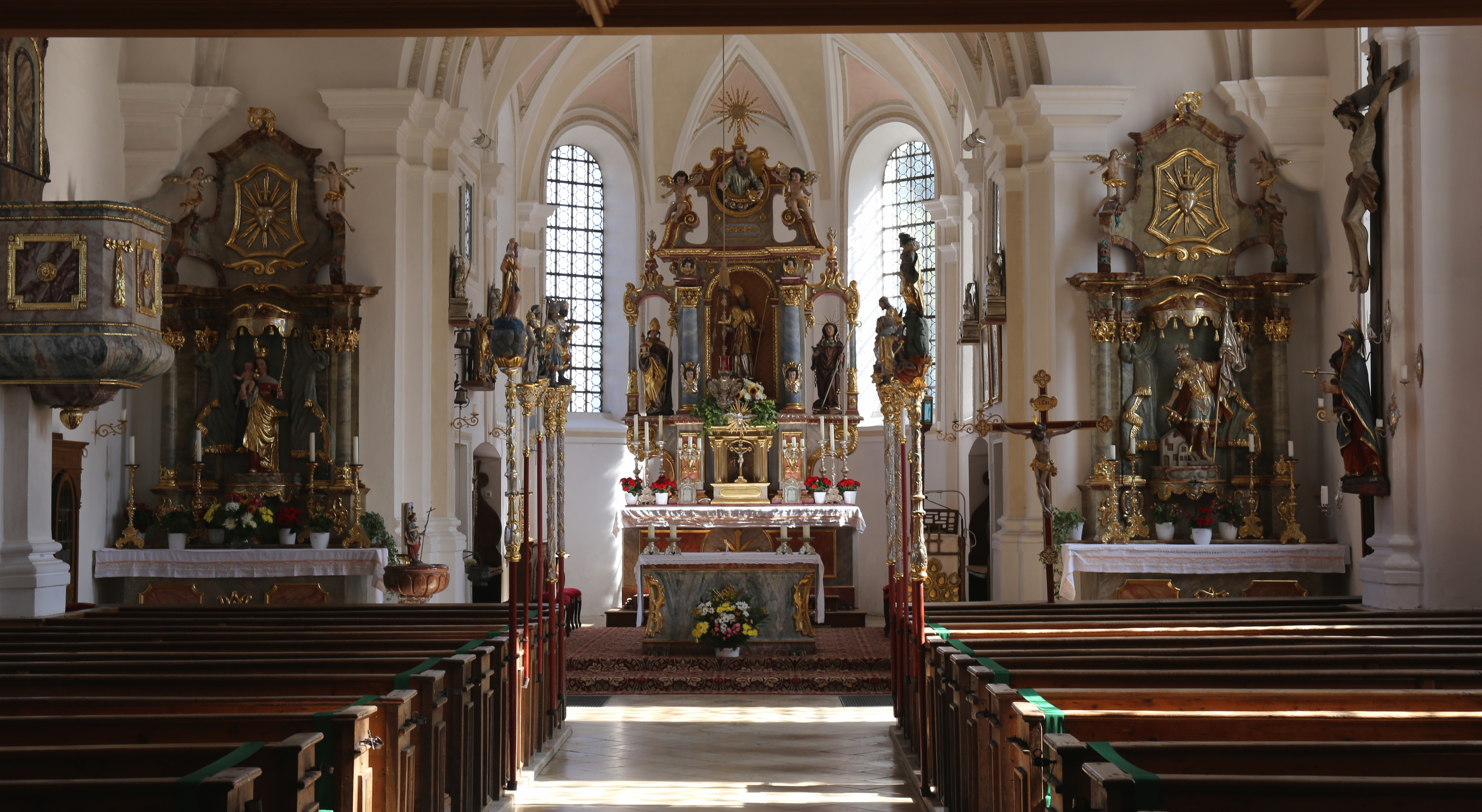
Blick zum Chor

Die römisch-katholische Pfarrkirche St. Nikolaus steht in Niklasreuth, einem Gemeindeteil von Irschenberg im oberbayerischen Landkreis Miesbach. Sie ist in der Liste der Baudenkmäler in Irschenberg unter der Nummer D-1-82-123-49 eingetragen. Die Pfarrei gehört zum Dekanat Miesbach im Erzbistum München und Freising.

## Beschreibung
St. Nikolaus in Niklasreuth ist eine barocke Wandpfeilerkirche, die 1694 nach Plänen von Johann Mayr d. Ä. erbaut und 1779 umgestaltet wurde. Sie besteht aus dem Langhaus, dem eingezogenen, dreiseitig geschlossenen, spätgotischen Chor im Osten und dem Chorflankenturm an der Südwand des Chors, dessen untere Geschosse mittelalterlich sind. Er wurde 1708 um die achteckigen Obergeschosse für die Turmuhr und den Glockenstuhl erhöht und mit einer Zwiebelhaube bedeckt.
Der Innenraum ist mit einem Stichkappengewölbe überspannt. Zur Kirchenausstattung gehören drei Altäre und die Kanzel, die aus anderen Kirchen erworben wurden. Der Hochaltar aus dem späten 17. Jahrhundert wird von den Skulpturen des Wolfgang von Regensburg und des Leonhard von Limoges flankiert. Im Altarretabel ist Nikolaus von Myra dargestellt.
Die heutige Orgel wurde 1964 von Alois Wölfl aus Unterflossing erbaut und hat 16 Register auf zwei Manualen. Das Vorgängerinstrument mit neun Registern auf einem Manual war 1890 von Ludwig Frosch aus München erbaut.